# Call of Duty: World at War
Call of Duty, World at War er et first-person shooter computerspil fra 2008, udgivet af Activision.
Ulig dets forgænger, Call of Duty 4: Modern Warfare, der fandt sted i moderne tid, foregår spillets handlinger i 2. verdenskrig. Spillet omhandler to historier, amerikanernes Stillehavskrig mod Japan, og den sovjetiske indtagelse af Nazi-Tyskland.
Udover single player er der mulighed for at samarbejde om missionerne med 2-4 spillere offline eller 2 online. Herudover er der mulighed for de klassiske multiplayer-muligheder med op til 18 spillere online.